# Renato Curi
Renato Curi (Montefiore dell'Aso, 20 september 1953 - Perugia, 30 oktober 1977) was een Italiaans voetballer. Hij overleed op vierentwintigjarige leeftijd tijdens een voetbalwedstrijd tegen Juventus FC.

## Spelerscarrière
Curi startte zijn carrière bij Giulianova Calcio, waarmee hij in 1971 naar de Serie C promoveerde. Na een korte tussenstop bij Calcio Como tekende hij in 1974 bij Perugia Calcio, dat in 1975 voor het eerst in haar bestaan naar de Serie A promoveerde. Perugia eindigde in het seizoen 1976/77 op een knappe zesde plaats, waarop er in de kranten meer en meer vraag kwam om Curi op te roepen voor het Italiaans voetbalelftal. Curi werd echter nooit international: op 30 oktober 1977 overleed hij aan een hartinfarct tijdens een thuiswedstrijd tegen Juventus FC.
Als eerbetoon werd het Stadio Pian di Massiano van Perugia Calcio omgedoopt tot het Stadio Renato Curi. Er werd ook een voetbalclub, Renato Curi Angolana, naar hem genoemd.